# Zaira argentina
Zaira argentina là một loài ruồi trong họ Tachinidae.